# Яковлево (Заводоуковський міський округ)
Я́ковлево (рос. Яковлево) — село у складі Заводоуковського міського округу Тюменської області, Росія.
Населення — 199 осіб (2010, 214 у 2002).
Національний склад станом на 2002 рік:
- росіяни — 75 %